# Каппабаси-дори

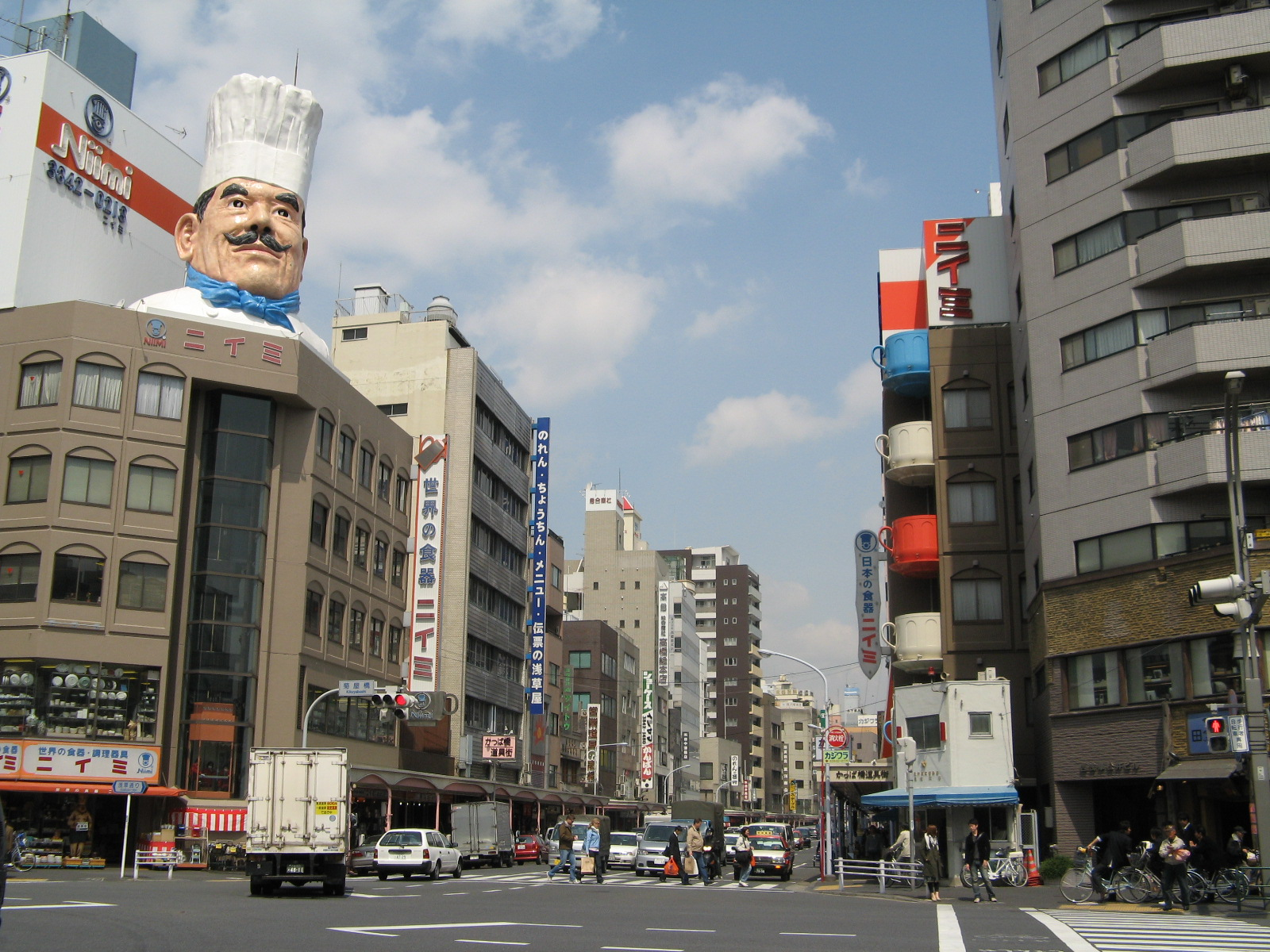
Улица Каппабаси

Каппабаси-дори (яп. 合羽橋通り) — торговая улица в Токио, находящаяся между районами Уэно и Асакуса, её протяжённость около 800 м. Вдоль улицы располагаются многочисленные магазины, продающие всё необходимое для ресторанного бизнеса. Специализированные  магазины предлагают посуду и приборы, мебель для ресторанов и кафе, печи, вывески, фонари. Особый интерес представляют макеты готовых блюд, сделанные из пластика (сампуру), которые многие рестораны выставляют в витринах для привлечения клиентов. Большинство магазинов открыто с 9:00 до 17:00.
Название улицы по одной из версий происходит от слова каппа — плащ-дождевик и баси — мост: окрестные жители имели обыкновение развешивать на мосту свои плащи для просушки. По другой версии, название связано с именем богатого торговца Каппая, который финансировал проект строительства сооружений для защиты района от наводнений. Но поскольку слово каппа является омофоном к имени популярного мифического существа каппы, его изображение является официальным талисманом улицы. Изображения каппы можно увидеть вдоль улицы у магазинов и на веб-сайте Каппабаси.

## Галерея
|  |  |  |